# Everybody's on the Run
"Everybody's on the Run" — пісня англійської рок-групи Noel Gallagher's High Flying Birds з їх дебютного альбому. Сингл вийшов 6 серпня 2012 року. На стороні Б міститься 15 хвилинний ремікс британського електронного дуету Amorphous Androgynous на пісню "AKA... What a Life!".

## Список композицій
Автор музики і слів Ноел Галлахер. 
| Сингл, грамофонна платівка, цифрове завантаження | Сингл, грамофонна платівка, цифрове завантаження        | Сингл, грамофонна платівка, цифрове завантаження |
| #                                                | Назва                                                   | Тривалість                                       |
| ------------------------------------------------ | ------------------------------------------------------- | ------------------------------------------------ |
| 1.                                               | «Everybody's on the Run»                                | 5:30                                             |
| 2.                                               | «AKA... What a Life!» (The Amorphous Androgynous Remix) |                                                  |